# Набатов Ілля Семенович
Ілля Семенович Набатов (справжнє прізвище — Туровський; *3 (15) вересня 1896, м. Олександрія, Херсонська губернія — †18 липня 1977, Москва) — український  артист естради. Заслужений артист УРСР (1934). Народний артист РРФСР (1975). Лауреат Сталінської премії першого ступеня (1947).

## Життєпис
Ілля Туровський народився 15 вересня 1896 р. в Олександрії (нині Кіровоградської області України). Закінчив юридичний фаультет Харківського університету і театральну студію під керівництвом Михайла Тарханова. Артистичну діяльність почав з 1920 року. Був актором українського театру «Сурма» в Олександрії, одночасно став виступати на естраді як автор і виконавець сатиричних куплетів, пісеньок, віршованих фейлетонів. З 1924 працював лише на естраді. З 1930-х років — куплетист. Був самобутнім майстром жанру політичної сатири.
Ілля Набатов помер 18 липня 1977. Похований в Москві на Кунцевському кладовищі.

## Фільмографія
- 1946 — «Клятва» — Жорж Бонне
- 1956 — «За владу Рад» — Іонел Міря
- 1959 — «Зуб акули» — Ренар
- 1959 — «У цей святковий вечір» — американський журналіст

## Нагороди та премії
- Сталінська премія першого ступеня (1947) — за виконання ролі французького міністра закордонних справ Жоржа Бонне у фільмі «Клятва» (1946)
- Заслужений артист УРСР (1934)
- Народний артист РРФСР (1957)
- Орден Трудового Червоного Прапора і медалі